# منى الأصبحي
منى الأصبحي ممثلة يمنية من أسرة فنية وهي أخت الفنانتين فوزية الأصبحي وسحر الأصبحي. شاركت في بعض الأعمال اليمنية بأدوار مع النجوم أمثال الفنانة سحر الأصبحي وعبد الكريم الأشموري ويحيى الحيمي وعادل سمنان ورضا الخضر وشاركت في العديد من المسلسلات في مسلسل أشواق وأشواك بدور بدرية أمام الفنانة نوال عاطف ونبيل حزام.
كذالك قامت بالتمثيل في مسلسلات عديدة منها
كيني ميني
مننا فينا
خلف الشمس
العالية
ربيع المخاء
قرية الوعل